# Men in Black: The Album
Men in Black: The Album è la colonna sonora del film Men in Black, del 1º luglio 1997, pubblicato dalla Columbia Records. Fu realizzata da varie personalità della scena hip hop statunitense come Poke & Tone, Jermaine Dupri e The Ummah.
Il disco ottenne un notevole successo, rimanendo per due settimane consecutive alla vetta della classifica generale di Billboard, oltre che alla seconda della classifica album soul e alla terza di quella canadese. Dall'album furono estratti cinque singoli: Men in Black e Just Cruisin' di Will Smith, We Just Wanna Party with You di Jermaine Dupri e Snoop Dogg ed Escobar '97 di Nas. Ad eccezione della title track e dei due brani di Danny Elfman, nessuna delle tracce presenti nell'album è effettivamente nel film. L'album segnò il debutto delle allora sconosciute Alicia Keys e Destiny's Child.

## Tracce
1. Men in Black - Will Smith
2. We Just Wanna Party with You - Snoop Doggy Dogg
3. I'm Feelin' You - Ginuwine
4. Dah Dee Dah (Sexy Thing) - Alicia Keys
5. Just Cruisin' - Will Smith
6. The 'Notic - The Roots
7. Make You Happy - Trey Lorenz
8. Escobar '97 - Nas
9. Erotik City - Emoja
10. Same Ol' Thing - A Tribe Called Quest
11. Killing Time - Destiny's Child
12. Waiting for Love - 3T
13. Chanel No. Fever - De La Soul
14. Some Cow Fonque (More Tea, Vicar?) - Buckshot LeFonque
15. M.I.B. (Main Theme) - Danny Elfman
16. M.I.B. (Closing Theme) - Danny Elfman